# 姜平 (1954年)
姜平（1954年2月—），重庆荣昌人，中华人民共和国政治人物。

## 生平
毕业于四川省綦江师范学校。1995年，任四川省重庆市万盛区委书记。1997年，任重庆市万盛区委书记。2002年，任重庆市北碚区委书记。2004年，任重庆市人事局局长。2009年，任重庆市委组织部副部长，重庆市人力资源和社会保障局党组书记。2013年1月，任重庆市政协副主席，市委组织部副部长。